# Distretto di Murehwa
Il distretto di Murehwa è uno dei 9 distretti che compongono la Provincia del Mashonaland Orientale, in Zimbabwe. Ha una popolazion di 205.440 abitanti e 3.556 Km².

## Demografia
| Censimento (Anno) | Popolazione     |
| ----------------- | --------------- |
| 2002              | 162.167         |
| 2012              | 199.607 (+2,1%) |
| 2022              | 205.440 (+0,3%) |